# Jonny Reid

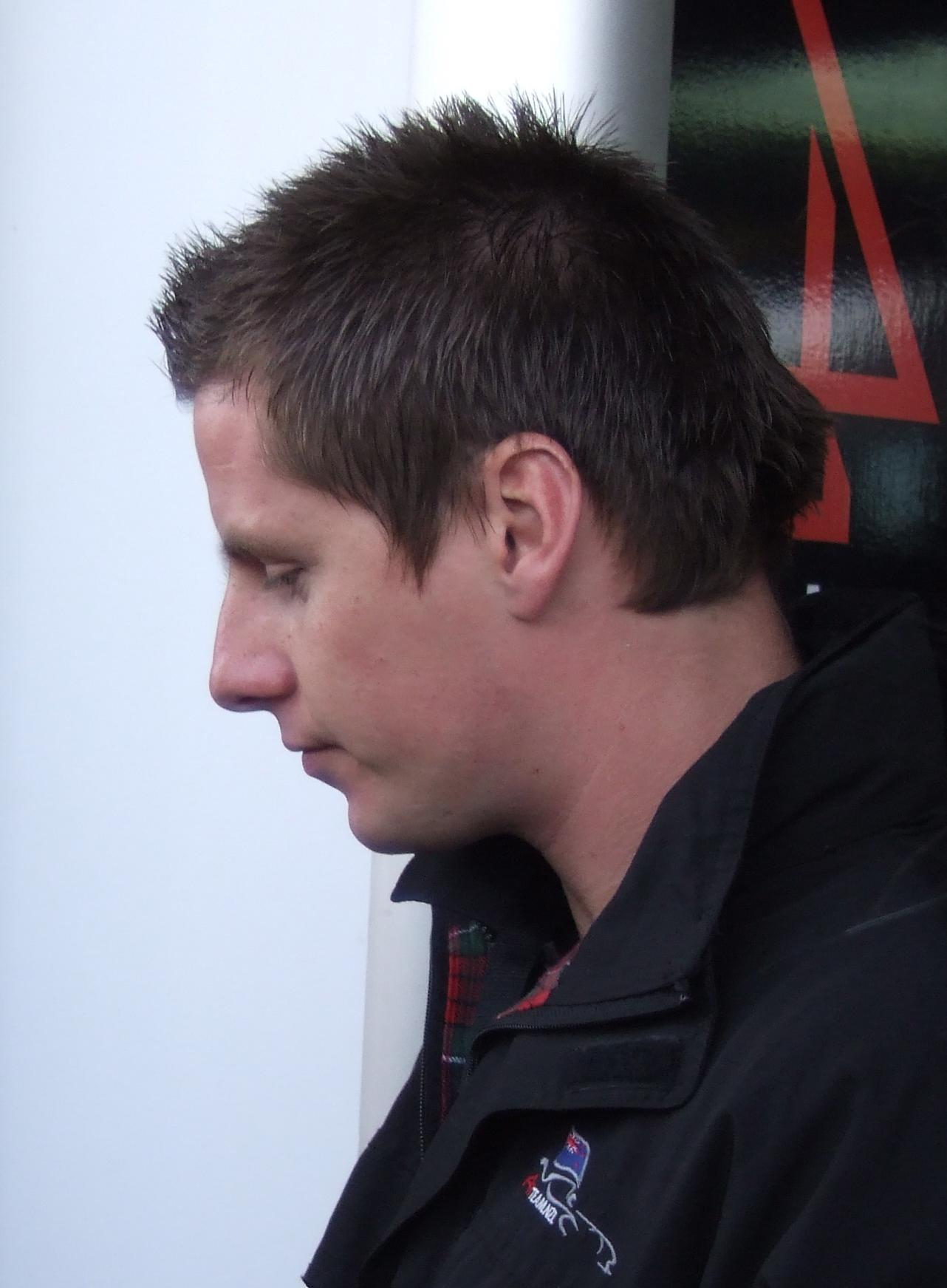
Reid in 2008

Jonathan Ross Reid, beter bekend als Jonny Reid, (Auckland, 18 oktober 1983) is een Nieuw-Zeelands autocoureur. Hij won onder andere het Nieuw-Zeelandse Formule Ford kampioenschap in 2003.

## A1GP resultaten
- Races vetgedrukt betekent pole positie, Races cursief betekent snelste ronde

| Jaar    | Inschrijving          | 1       | 2       | 3          | 4         | 5       | 6       | 7          | 8         | 9         | 10        | 11        | 12        | 13        | 14        | 15      | 16      | 17         | 18        | 19        | 20        | 21      | 22      | Rang | Punten |
| ------- | --------------------- | ------- | ------- | ---------- | --------- | ------- | ------- | ---------- | --------- | --------- | --------- | --------- | --------- | --------- | --------- | ------- | ------- | ---------- | --------- | --------- | --------- | ------- | ------- | ---- | ------ |
| 2005-06 | A1 Team Nieuw-Zeeland | GBR SPR | GBR FEA | GER SPR 4  | GER FEA 4 | POR SPR | POR FEA | AUS SPR 18 | AUS FEA 8 | MAL SPR   | MAL FEA   | UAE SPR   | UAE FEA   | RSA SPR   | RSA FEA   | IND SPR | IND FEA | MEX SPR    | MEX FEA   | USA SPR   | USA FEA   | CHN SPR | CHN FEA | 4    | 77     |
| 2006-07 | A1 Team Nieuw-Zeeland | NED SPR | NED FEA | CZE SPR NF | CZE FEA 7 | BEI SPR | BEI FEA | MAL SPR 3  | MAL FEA 8 | IND SPR 1 | IND FEA 1 | NZL SPR 3 | NZL FEA 3 | AUS SPR 2 | AUS FEA 2 | RSA SPR | RSA FEA | MEX SPR 16 | MEX FEA 6 | SHA SPR 2 | SHA FEA 1 | GBR SPR | GBR FEA | 2    | 93     |